# Catoptria radiella
Catoptria radiella là một loài bướm đêm trong họ Crambidae.